# Ore 15:17 - Attacco al treno
Ore 15:17 - Attacco al treno (The 15:17 to Paris) è un film del 2018 diretto da Clint Eastwood.
Il film è basato sull'autobiografia The 15:17 to Paris: The True Story of a Terrorist, a Train, and Three American Heroes di Jeffrey E. Stern, Spencer Stone, Anthony Sadler e Alek Skarlatos e racconta la storia dell'attacco terroristico al treno Thalys del 21 agosto 2015, sventato nella realtà proprio da Stone, Sadler e Skarlatos, che interpretano loro stessi nella pellicola.

## Trama
Nelle prime ore della sera del 21 agosto 2015, il mondo assiste alla notizia, divulgata dai media, che nel pomeriggio dello stesso giorno vi è stato un tentativo di attacco terroristico sul treno Thalys 9364, in viaggio da Amsterdam a Parigi, che è stato sventato da tre coraggiosi giovani statunitensi, di cui due militari, che stavano viaggiando a bordo di tale treno mentre si trovavano in vacanza in Europa: Spencer Stone, Anthony Sadler e Alek Skarlatos. Il film ripercorre le vite di questi tre ragazzi, grandi amici fin da bambini: dai problemi che avevano a scuola (dove erano studenti poco disciplinati che venivano spesso spediti dal preside), alla ricerca del loro posto nel mondo (con Spencer che si allena fisicamente per essere ammesso nel corpo militare ed Alek che viene inviato in missione in Afghanistan), al loro desiderio di fare un viaggio in Europa (visitando Roma, Venezia, Berlino, Amsterdam e Parigi), alla realizzazione di tale desiderio ed alla serie di eventi che hanno preceduto l'attacco. Durante questa esperienza la loro amicizia non ha mai vacillato, trasformandosi nella loro arma più potente, che ha consentito loro di salvare le vite degli oltre 500 passeggeri presenti a bordo. I tre, insieme, riescono a disarmare ed immobilizzare l'attentatore, il ventiseienne marocchino Ayoub El-Khazzani, il quale era armato con un fucile d'assalto, una pistola ed una bottiglia di benzina ed intendeva sparare ai passeggeri, ed a tenere sotto controllo le condizioni di salute di Mark Moogalian, un passeggero americano che aveva tentato di intervenire ed era stato gravemente ferito da un proiettile esploso dall'attentatore. Grazie al loro gesto, Spencer, Anthony e Alek ricevono la Legion d'onore, la più alta onorificenza francese, dalle mani del presidente François Hollande.

## Produzione

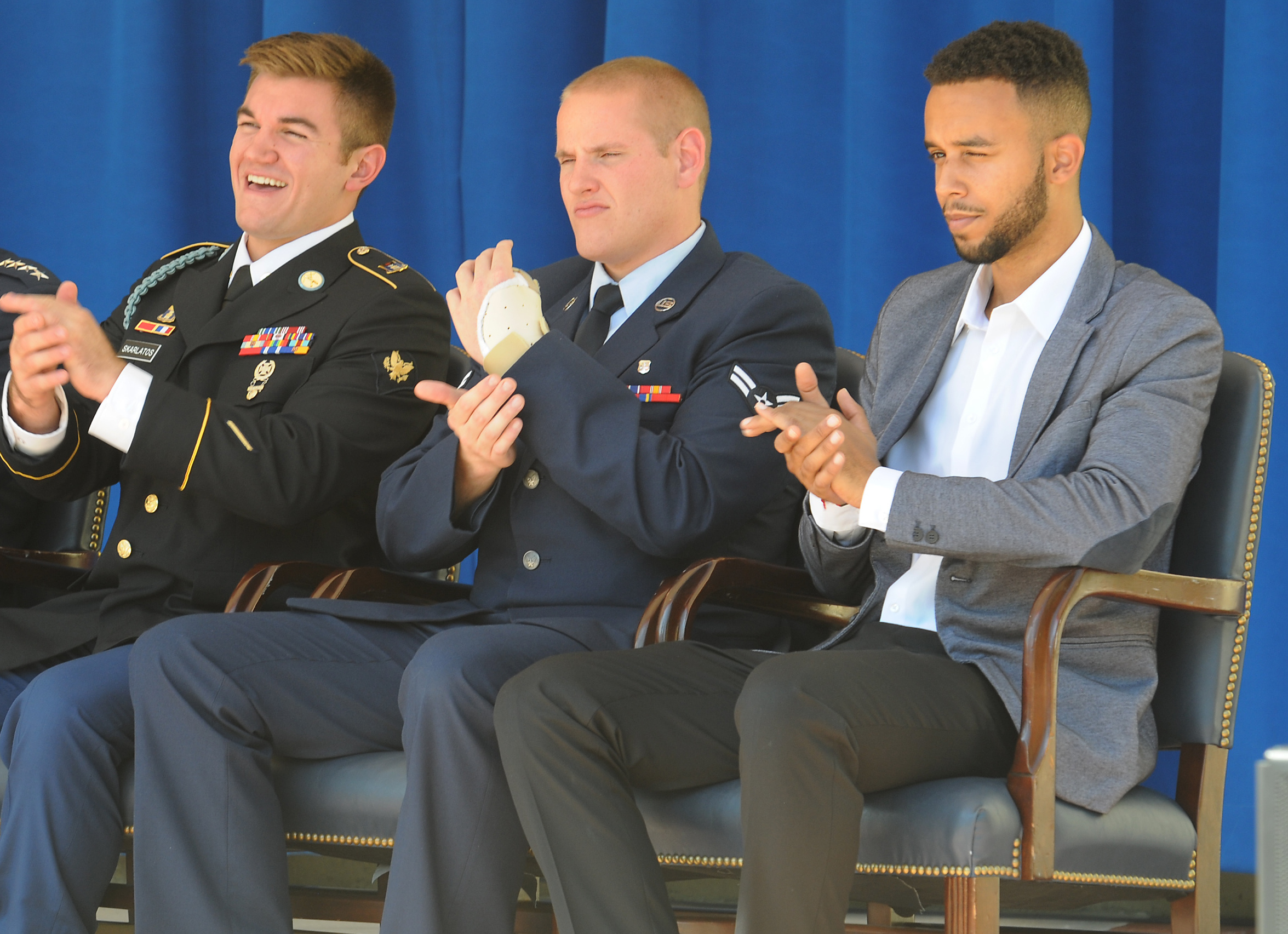
Alek Skarlatos, Spencer Stone e Anthony Sadler

Nell'aprile 2017 è stato annunciato che Clint Eastwood avrebbe diretto la pellicola. Inizialmente il regista aveva scelto gli attori Kyle Gallner, Jeremie Harris e Alexander Ludwig per interpretare i tre protagonisti; tuttavia ha poi deciso di dirigere Anthony Sadler, Alek Skarlatos e Spencer Stone nei panni di loro stessi.

## Promozione
Il primo trailer è stato diffuso il 13 dicembre 2017.

## Distribuzione
Il film è stato distribuito nelle sale cinematografiche statunitensi il 9 febbraio 2018, mentre in Italia è stato distribuito l'8 febbraio.

## Accoglienza

### Incassi
Il film ha incassato 36276286 $ nel Nord America e 20800000 $ nel resto del mondo, per un totale di 57076286 $.

### Critica
Per il Giornale: «La scommessa di far interpretare i ragazzi da loro stessi, anziché da attori professionisti, si è rivelata vincente [...] Fin dal titolo, però, la pellicola si presenta sbilanciata perché l'attacco al treno ha una durata marginale rispetto al resto, che è una sorta di biopic dei tre protagonisti». Massimo Bertarelli lo ha inserito tra i dieci peggiori film del 2018.

## Curiosità
- Tra i personaggi nel film non è presente l'attore Jean-Hugues Anglade, che si trovava a bordo del treno e si ferì a una mano  nel rompere un vetro per azionare il dispositivo di emergenza durante le terribili fasi dell'attentato.

- In una scena il numero civico di un ostello a Roma è 07, cosa improbabile in Italia (evidentemente una svista dello scenografo).